# يوهان أندرسون
كان الباحث والمحامي يوهان أندرسون Johann Anderson (1674-1743) الألمانيي الجنسية إبنا لمالك سفين لصيد الحيتان من هامبورغ في وتقلد العديد منة المناصب في ألمانيا، حيث عمل أصبح محاميا وخدم في مجلس الشيوخ في هامبورغ وكان عمدة المدينة لسنوات عديدة.
بدأ اندرسون بانتظام بجمع المعلومات المتاحة عن أيسلندا وغرينلاند والبحار المجاورة لهما، فضلا عن المعلومات التي استقاها من البحارة والتجار. نُشر هذا الكتاب الذي أعده أساسا في 1730، في 1746، أي بعد وفاته، تحت اسم تقارير عن أيسلندا، وغرينلاند، ومضيق ديفيس للاستخدام السليم للعلوم والتجارة .
الكتاب أصبح من ضمن محتويات المكتبة الرقمية العالمية التي تم انشائها في العام 2009 .

## اسم الكتاب
- - بالإنجليزي News from Iceland, Greenland and the Strait of Davis by Johan Anderson, Hamburg, : 1746"
  - بالألماني Kupfer Stich. "Nachrichten von Island, Grönland und der Straße Davis von Johann Anderson, Hamburg : 1746"

## وصلات خارجية
- موقع المكتبة الرقمية العالمية العربي
- وصلة تتحدث عن الكتاب باللغة الإنجليزية على موقع www.lu17.com
- غلاف الكتاب